# Sevmek Zamanı
Sevmek Zamanı, distribuito per lo streaming in Italia col titolo inglese Time to Love, è un film di Metin Erksan del 1965.

## Trama
Halil è un imbianchino che sta lavorando col suo socio più anziano Mustafa in una villa su una delle isole dei Principi. Spesso va nella villa vicina, dove ha lavorato in precedenza, ad ammirare il ritratto fotografico in grande formato della padrona di casa, una giovane di notevole bellezza di nome Meral İlter. Questa un giorno arriva all'improvviso, chiedendo a Halil il motivo della sua presenza; l'uomo le racconta di venire lì per godere della vista del suo ritratto.
Successivamente Meral va a trovare Halil per chiedergli maggiori spiegazioni. Questi le dice che ama la foto, non la persona che ritrae, perché la sua bellezza resterà e, non avendo sentimenti, non potrà mai cambiare l'atteggiamento nei suoi confronti. Meral allora gliene fa dono.
Nei giorni successivi, Meral va ancora a parlare con Halil e gli fa capire che vorrebbe approfondire la sua conoscenza, ma l'uomo rimane fermo nel suo proposito, poiché ritiene che non ci si possa fidare pienamente di una persona vera. Meral gli lascia allora un biglietto in cui gli confessa di essersi innamorata e torna a Istanbul, dove incontra il suo fidanzato Başar, al quale confessa di amare Halil, non lui. Intanto, questi e Mustafa hanno terminato il loro lavoro e tornano alla loro casetta. Mustafa sprona Halil a cercare Meral; quando va a Istanbul, la vede in compagnia di Başar e altri amici del ragazzo e, rendendosi conto della disparità di livello sociale, le dice di non volerla incontrare mai più. Gli amici di Başar picchiano Halil a sangue, cosa che indigna Meral, che vuole poi scendere dall'auto del suo fidanzato. Mentre prosegue a piedi, rincontra Halil, che sta tornando a casa in minibus, e va con lui.
Halil incontra il padre di Meral, che lo accoglie amichevolmente ma gli fa presente che sua figlia è abituata a un elevato tenore di vita, e non vorrebbe che le ristrettezze economiche affievolissero la fiamma del suo amore. Halil prende allora la decisione di lasciarla.
Viene raggiunto presso la sua casa da Başar, che si mette a insultarlo per aver pensato di sposare Meral. A un certo punto Halil sbotta e lo picchia, avendo la meglio. Tuttavia, l'abbandonata Meral non può fare altro che tornare tra le braccia di Başar; Halil e Mustafa apprendono del matrimonio da un giornale. Per consolarsi, il giovane imbianchino si porta a casa un manichino vestito da sposa, che porta in barca sul lago, come avrebbe fatto con Meral. Quando tocca la riva, trova ad attenderlo Meral, ancora vestita da sposa, e la fa salire sulla barca con lui. Meral getta il manichino nel lago. Arriva però il fresco sposo, che dalla riva del lago fa due volte fuoco con un fucile telescopico. La barca cessa di muoversi.

## Distribuzione
Il film non ebbe una distribuzione ufficiale nelle sale e fu proiettato il 22 aprile 1966 in un cineclub di Istanbul. Nel dicembre dello stesso anno fu proiettato fuori concorso alle Giornate cinematografiche di Cartagine.
Dopo il restauro, la pellicola è stata distribuita internazionalmente ed è disponibile per lo streaming con sottotitoli in italiano sulla piattaforma MUBI.